# Тиара Сайтаферна
Тиа́ра Сайтафе́рна (фр. tiare de Saïtapharnès) — золотая тиара, согласно надписи, принадлежавшая скифскому царю Сайтаферну (III в. до н. э.), приобретённая Лувром в 1896 году. Она оказалась подделкой, изготовленной незадолго до этого одесским ювелиром Израилем Рухомовским.

## Описание
Так называемая тиара Сайтаферна представляет собой драгоценный головной убор высотой 17,5 см, диаметром 18 см и массой 486 г, чеканенный целиком из тонкой золотой полосы.
Фактически по форме она является не тиарой-диадемой, а куполообразным шлемом.
Шлем разделен на несколько горизонтальных поясов с чеканкой. Все они, кроме центрального, — орнаментальные. На центральном, самом широком, изображены 4 сцены из гомеровского эпоса, посвящённые Ахиллу, кроме него, изображены Патрокл, Брисеида и Одиссей. На других фризах изображены: картина охоты скифского царя на крылатого зверя; рельефные фигурки всадников-скифов, а также быков, лошадей и овец. Навершие украшала свернувшаяся клубком змея, поднявшая голову.

Между вторым и третьим поясами на древнегреческом языке нанесена надпись, сделанная тем же шрифтом, что и в «Декрете в честь Протогена», где упомянут царь Сайтаферн (Сайтафарн, Сайтоферн):
«Царя великого и непобедимого Сайтаферна. 

Совет и народ ольвиополитов»
При продаже тиара выдавалась за работу мастеров причерноморского античного греческого города Ольвии, которую они изготовили в подарок скифскому царю Сайтаферну. Говорилось, что она найдена при раскопках могильного кургана царя и его жены. На ней имелся единственный изъян в виде вмятины, будто от удара мечом.

### Разоблачение

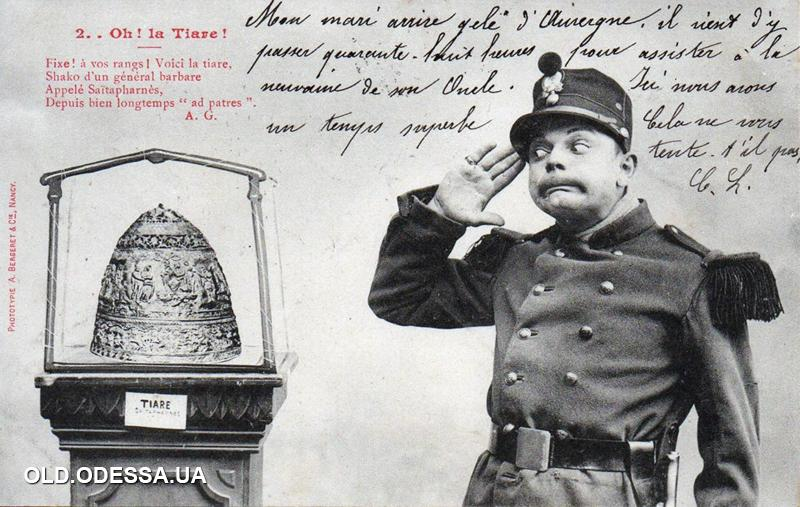

## Современность

Мемориальная доска ювелиру Из. Рухомовскому в Одессе (ул. Осипова, 6)